# Lokavec (gmina Ajdovščina)
Lokavec – miejscowość w Słowenii w gminie Ajdovščina.